# Додана вартість
Додана вартість (Value Added) — різниця між вартістю продукції, що випускає підприємство, та вартістю засобів виробництва.
Додана вартість — це вартість, яка додається в процесі виробництва товарів до вартості сировини, матеріалів, палива на кожній стадії руху товарів від виробника до споживача.
ДВ = Вр — Впс, де
ДВ — додана вартість, Вр — виручка від реалізації товарів, робіт, послуг, Впс — витрати на придбання сировини.

## Додана вартість у мікроекономіці
Додана вартість — вартість, яку фірма додала до закупленої сировини та матеріалів своїми факторами виробництва. Додана вартість — це чистий внесок фірми у створення товару. Додана вартість фірми складається з компонентів, які відповідають поділу економічних ресурсів на чотири види:
1. Природні (земля)
2. Капітал (капітальні блага)
3. Праця (здібності до праці)
4. Підприємницькі здібності

Складові доданої вартості відповідно до чотирьох економічних ресурсів:
1. Рента, оренда (внесок природних ресурсів, «землі»)
2. Амортизація (оцінка спожитого капіталу у процес створення продукції)
3. Заробітна плата (внесок робочої сили)
4. Прибуток (оцінка внесу підприємницького фактору).

## Додана вартість у макроекономіці
В макроекономіці розглядають валову додану вартість — сукупність усієї доданої вартості, створеною і спожитою економікою за період.
ВВП = Валова додана вартість + Непрямі податки.
ВВП, розрахований виробничим методом, є валовою доданою вартістю плюс непрямі податки.
Валова додана вартість — різниця між обсягом проданих товарів і послуг і проміжним споживанням. Валова додана вартість відображує величину кінцевого споживання.

## Чиста додана вартість
Чиста додана вартість — додана вартість без урахування внеску капіталу — амортизації:
Чиста додана вартість = Додана вартість — Амортизація.

## Додана вартість і чиста продукція
У радянській економічній традиції використовувалося поняття «чиста продукція», яке близько відповідає поняттю «чиста додана вартість». Чиста продукція — показник, який характрезує обсяг виробництва на підприємстві, який не враховує спожитих у процесі виробництва сировини, матеріалів, а також спожитого капіталу (амортизації).

## Додана і додаткова вартість
Додану вартість (Value Added) слід відрізняти від додаткової вартості (Surplus Value). Додаткова вартість — марксистський термін, який означає вартість, створену додатковою працею, тобто працею, результати якої капіталіст привласнює собі в результаті експлуатації найманого працівника. Додаткова вартість, згідно з марксистською концепцією, дорівнює прибутку, який привласнює власник капіталу.

## Податок на додану вартість (ПДВ)
Додана вартість підприємства є основою (базою) для розрахунку величини податку на додану вартість (Value Added Tax — VAT).
ПДВ — спосіб конфіскації до держбюджету частини доданої вартості, створеної приватним сектором економіки.

## Економічна додана вартість
Економічна додана вартість (Economic Value Added — EVA) — показник з фінансового менеджменту, який представляє залишковий прибуток, що залишається після вирахування вартості всього капіталу (у тому числі власного), тоді як бухгалтерський прибуток визначається без вирахування вартості власного капіталу. Система EVA, яка є зареєстрованою торговою маркою компанії Stern Stewart and Company, була запроваджена для мотивації менеджерів до створення вартості компанії.
EVA — це один з найбільш популярних та часто використовуваних варіантів в рамках теорії оцінки доданої вартості. Іншими варіаціями є ринкова додана вартість (Market Value Added, MVA), акціонерна додана вартість (Shareholders Value Added, SVA), загальна додана вартість (Total Value Added, TVA).

## Додана вартість у менеджменті

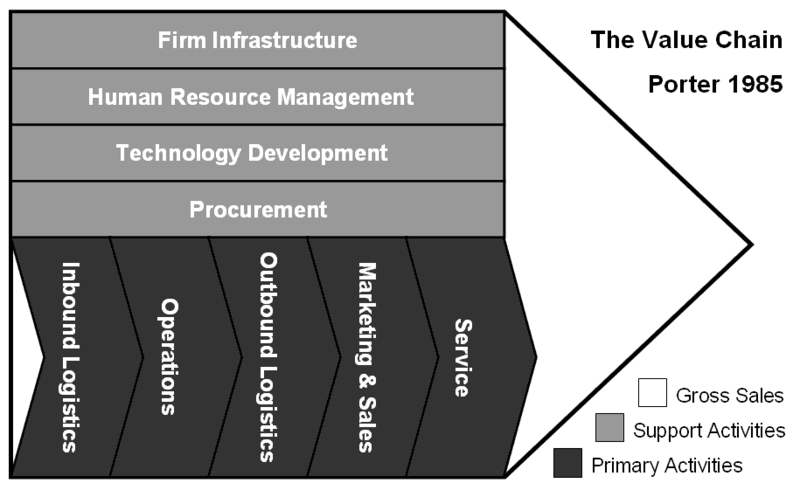
Value Added Chain

Концепцію ланцюга доданої вартості (англ. Value Added Chain) або ланцюга вартості (англ. Value Chain) розробив Майкл Портер. Згдіно цієї концепції фірма розглядається як низка залежних діяльностей, які в цілому призводять до створення продукту або послуги, тобто до створення доданої вартості для покупця (компанії або кінцевого споживача).
Ланцюг доданої вартості описується у нотації бізнес-процесів ARIS за допомогою діаграми ланцюга доданої вартості (англ. Value Added Chain Diagram - VACD).

## Додана вартість у міжнародній торгівлі
Глобальні ланцюги вартості (англ. Global Value Chains - GVC) - термін який описує сучасне явище розподілу праці в рамках, як правило транснаціональних корпорацій (ТНК). Це явище базується на використанні ТНК перевагами різних юрисдикцій (країн або об'єднання країн) при плануванні свого оподаткування та класичних і альтернативних теоріях міжнародної торгівлі. Також розглядаються міжрегіональні ланцюги вартості.